# Орт-им-Иннкрайс
Орт-им-Иннкрайс (нем. Ort im Innkreis) — община (нем. Gemeinde) в Австрии, в федеральной земле Верхняя Австрия. 
Входит в состав округа Рид-им-Иннкрайс.  Население составляет 1213 человек (на 31 декабря 2005 года). Занимает площадь 11 км². Официальный код  —  41220.

## Политическая ситуация
Бургомистр общины — Манфред Хауэр (АНП) по результатам выборов 2003 года.
Совет представителей общины (нем. Gemeinderat) состоит из 19 мест.
- АНП занимает 9 мест.
- АПС занимает 6 мест.
- СДПА занимает 4 места.